# Rimogne
Rimogne és un municipi francès situat al departament de les Ardenes i a la regió del Gran Est. L'any 2007 tenia 1.424 habitants.

## Demografia

### Població
El 2007 la població de fet de Rimogne era de 1.424 persones. Hi havia 539 famílies de les quals 132 eren unipersonals (68 homes vivint sols i 64 dones vivint soles), 144 parelles sense fills, 223 parelles amb fills i 40 famílies monoparentals amb fills.
La població ha evolucionat segons el següent gràfic:
Habitants censats

### Habitatges
El 2007 hi havia 597 habitatges, 554 eren l'habitatge principal de la família, 3 eren segones residències i 41 estaven desocupats. 488 eren cases i 94 eren apartaments. Dels 554 habitatges principals, 381 estaven ocupats pels seus propietaris, 162 estaven llogats i ocupats pels llogaters i 11 estaven cedits a títol gratuït; 1 tenia una cambra, 41 en tenien dues, 81 en tenien tres, 162 en tenien quatre i 269 en tenien cinc o més. 366 habitatges disposaven pel capbaix d'una plaça de pàrquing. A 230 habitatges hi havia un automòbil i a 232 n'hi havia dos o més.

### Piràmide de població
La piràmide de població per edats i sexe el 2009 era:
| Homes | Edats   | Dones |
| ----- | ------- | ----- |
| 4     | 95 o +  | 0     |
| 0     | 90 a 94 | 4     |
| 0     | 85 a 89 | 16    |
| 0     | 80 a 84 | 8     |
| 16    | 75 a 79 | 20    |
| 16    | 70 a 74 | 20    |
| 36    | 65 a 69 | 24    |
| 28    | 60 a 64 | 56    |
| 44    | 55 a 59 | 20    |
| 52    | 50 a 54 | 52    |
| 60    | 45 a 49 | 56    |
| 40    | 40 a 44 | 60    |
| 72    | 35 a 39 | 40    |
| 36    | 30 a 34 | 48    |
| 56    | 25 a 29 | 40    |
| 40    | 20 a 24 | 36    |
| 88    | 15 a 19 | 60    |
| 60    | 10 a 14 | 60    |
| 48    | 5 a 9   | 40    |
| 52    | 0 a 4   | 28    |

## Economia
El 2007 la població en edat de treballar era de 932 persones, 643 eren actives i 289 eren inactives. De les 643 persones actives 569 estaven ocupades (335 homes i 234 dones) i 74 estaven aturades (33 homes i 41 dones). De les 289 persones inactives 84 estaven jubilades, 63 estaven estudiant i 142 estaven classificades com a «altres inactius».

### Ingressos
El 2009 a Rimogne hi havia 556 unitats fiscals que integraven 1.441,5 persones, la mediana anual d'ingressos fiscals per persona era de 15.405 €.

### Activitats econòmiques
Dels 50 establiments que hi havia el 2007, 2 eren d'empreses extractives, 2 d'empreses alimentàries, 9 d'empreses de construcció, 16 d'empreses de comerç i reparació d'automòbils, 2 d'empreses de transport, 3 d'empreses d'hostatgeria i restauració, 1 d'una empresa d'informació i comunicació, 1 d'una empresa financera, 1 d'una empresa de serveis, 10 d'entitats de l'administració pública i 3 d'empreses classificades com a «altres activitats de serveis».
Dels 15 establiments de servei als particulars que hi havia el 2009, 1 era una gendarmeria, 1 oficina de correu, 1 una oficina bancària, 1 autoescola, 2 paletes, 1 guixaire pintor, 1 fusteria, 1 lampisteria, 3 electricistes, 2 perruqueries i 1 restaurant.
Dels 4 establiments comercials que hi havia el 2009, 1 era un hipermercat, 2 fleques i 1 una joieria.
L'any 2000 a Rimogne hi havia 5 explotacions agrícoles.

## Equipaments sanitaris i escolars
L'únic equipament sanitari que hi havia el 2009 era una farmàcia.
El 2009 hi havia 1 escola maternal i 1 escola elemental. Rimogne disposava d'un col·legi d'educació secundària amb 393 alumnes.

## Poblacions més properes
El següent diagrama mostra les poblacions més properes.